# La Mer à l'aube
La Mer à l'aube is een Frans-Duitse oorlogsfilm uit 2011 onder regie van Volker Schlöndorff.

## Verhaal
Tijdens de oorlog doden enkele jonge Franse communisten een Duitse officier. Op bevel van Hitler vermoorden de nazi's ter vergelding 150 Fransen. Een Franse ambtenaar moet de slachtoffers uitkiezen. Ondanks bemiddeling van de katholieke kerk zetten de nazi's hun plannen door.

## Rolverdeling
- Léo-Paul Salmain: Guy Môquet
- Marc Barbé: Jean-Pierre Timbaud
- Ulrich Matthes: Ernst Jünger
- Jean-Marc Roulot: Lucien Touya
- Philippe Résimont: Désiré Granet
- Charlie Nelson: Victor Renelle
- Martin Loizillon: Claude Lalet
- Sébastien Accart: Bernard Lecornu
- Gilles Arbona: Dr. Maurice Ténine
- Arnaud Simon: Marc Bourhis
- Jean-Pierre Darroussin: Pastoor Moyon
- Arielle Dombasle: Charmille
- Luc Florian: Georges Chassagne
- André Jung: Generaal Stülpnagel
- Harald Schrott: Kolonel Schneidel